# Национальный университет Ла-Платы
Национальный университет Ла-Платы (исп. Universidad Nacional de La Plata, UNLP) — аргентинское государственное высшее учебное заведение, расположенное в городе Ла-Плата.
Основан в 1897 году. Этот университет является третьим открытым в Аргентине после университетов Кордовы и Буэнос-Айреса. На 2005 год университет насчитывал около 82 000 студентов, которые учатся на 17 факультетах 118 специальностям.